# 변한
변한(弁韓)은 한반도 남부에 있던 삼한의 하나이다. 진한(辰韓)과 마찬가지로 고대 한반도의 토착 세력이었던 진(辰)을 계승하였으며, 소수의 중국 문헌에 의해 진한(辰韓)과 지리적으로 구별되었다. 지금의 전라도의 남쪽과 동쪽 및 경상도의 남쪽과 서쪽 지역으로, 남해에 접하고, 서쪽은 마한, 동쪽은 진한에 접해 있었다. 《삼국지》 〈위서〉 동이전에 의하면 12개국이 있었다고 전하며, 나중에 구야국을 중심으로 가야로 발전했다고 추측된다.

## 역사
《삼국지》에 따르면 변진(변한)은 진한과 잡거(雜居)하였다고 한다. 정치적, 사회적, 문화적인 면에서 진한과 다를 것이 없었으나 한 가지 다른 것은 제사의 방식이였다. 고고학 발굴 결과에서도 변한과 진한 사이의 결정적인 차이점은 발견되지 않았다. 낙동강 하구 지역에서 양질의 철이 생산되었기 때문에 삼한과 동예(東濊), 왜(倭), 한사군 등에 수출하였다. 또한 철을 화폐로 사용하였다. 기원전 39년 봄 정월에 변한이 신라(혁거세 거서간 통치 시)에 나라를 바쳐 항복해 왔다는 기록이 있으나 신채호는 이는 당시 신라의 국력으로 볼 때 이치에 맞지 않는다고 보았다.
일반적으로 변한 지역의 소국들은 가야 연맹을 이루는 소국들로 발전하였다고 보고 있다.

## 변한 12개국
삼국지 위서 제30권 오환선비동이전에는 다음과 같이 언급하고 있다.
| “ | 有, 已柢國, 不斯國, 弁辰彌離彌凍國, 弁辰接塗國, 勤耆國, 難彌離彌凍國, 弁辰古資彌凍國, 弁辰古淳是國, 冉奚國, 弁辰半路國, 弁樂奴國, 軍彌國, 弁軍彌國, 弁辰彌烏邪馬國, 如湛國, 弁辰甘路國, 戶路國, 州鮮國, 馬延國, 弁辰狗邪國, 弁辰走漕馬國, 弁辰安邪國, 馬延國, 弁辰瀆盧國, 斯盧國, 優由國, 弁辰韓合二十四國 | ” |

이하의 위치 비정은 이병도설을 중심으로 일부 고쳤음. 이들은 대부분 전기 가야연맹으로 그대로 계승되었다.
| No | 이름       | 한자       | 현재의 위치                                                                                  |
| -- | ---------- | ---------- | -------------------------------------------------------------------------------------------- |
| 1  | 미리미동국 | 彌離彌凍國 | 현재의 밀양시 일대                                                                           |
| 2  | 고자미동국 | 古資彌凍國 | 현재의 고성군 일대                                                                           |
| 3  | 고순시국   | 古淳是國   | 미상. 천관우는 사천시 일대로 비정했다.                                                       |
| 4  | 반로국     | 半路國     | 현재의 고령군 일대. 반파국(伴跛國)의 오기이다.                                               |
| 5  | 악노국     | 樂奴國     | 하동군 악양면.                                                                               |
| 6  | 군미국     | 軍彌國     | 사천군 곤양면과 곤명면일대.                                                                  |
| 7  | 미오야마국 | 彌烏邪馬國 | 현재의 창원시 일대 이후의 골포국. 이병도는 고령군으로 비정했지만 이지역은 반파국의 땅이다.   |
| 8  | 감로국     | 甘路國     | 현재의 김천시 개령면- 이지역은 삼국사기에 진한으로 표기되고 일찌감치 신라 영역에 편입되었다. |
| 9  | 구야국     | 狗邪國     | 나중의 금관가야. 수장을 진지렴(秦支廉)이라고도 하였다.                                       |
| 10 | 주조마국   | 走漕馬國   | 현재의 김천시 조마면                                                                         |
| 11 | 안야국     | 安邪國     | 현재의 함안군 일대. 아라가야가 일어선 곳이며, 수장을 축지분(踧支濆)이라고도 하였다.          |
| 12 | 독로국     | 瀆盧國     | 현재의 거제도 지역.                                                                          |
| 13 | 접도국     | 接塗國     | 나중의 칠포국. 지금의 함안군 칠원읍                                                          |

## 참고 문헌
- 진수(3세기), 《삼국지》 〈권30 오환선비동이전 中 진한전 (辰韓傳) 및 변진전(弁辰傳) 〉